# حسین طالبی مقدم
حسین طالبی مقدم (۱۳۳۹ همدان - ۱۳۸۵) کوهنورد و غارنورد ایرانی بود.

## زندگی
حسین طالبی مقدم در سال ۱۳۳۹ در همدان به دنیا آمد و از ۱۳ سالگی همراه برادر خود «محمد» برای کوهنوردی آماتور به الوند می‌رفت، و از سال ۱۳۵۷ با شرکت در کلاس کارآموزی کوهنوردی به مربیگری «فریدون اسماعیل‌زاده» در رشته سنگنوردی و دیواره نوردی به مهارت دست یافت و اقدام به گشایش مسیرهای سنگنوردی طبیعی و مصنوعی در سنگها و دیواره‌های ایران کرد.
در سال ۱۳۶۳ دوره مربیگری سنگنوردی در بند یخچال تهران و در سال ۱۳۶۴ دوره مربیگری یخ و برف در منطقه علم‌کوه و در سال ۱۳۷۴ دوره مربیگری غارنوردی را با موفقیت پشت سرگذاشت.
او از بنیانگذاران گروه کوهنوردی بابک همدان و مؤسس باشگاه کوهنوردی کانون همدان بود و به جرأت می‌توان گفت «حسین طالبی مقدم» پر افتخارترین دیواره نورد دیواره‌های سربه فلک کشیده ایران بود، به حدّی که تا به حال کارهای ماندگار ایشان تکرار نشده‌است.
حسین مقدم در مهر ماه سال ۱۳۸۵ در اثر سرطان ریه درگذشت.

## فعالیت‌ها
۱- اولین صعود مسیر لهستانیهای ۵۲ علم کوه با رکورد زمانی ۶ ساعت در سال ۱۳۶۵.
۲- اولین صعود دو مسیر در یک روز، مسیر لهستانیهای ۵۲ در زمان ۴٫۵ ساعت و مسیر فرانسویها در زمان ۴٫۵ ساعت و بازگشت هر دو مسیر از قله علم‌کوه از مسیر سیاه سنگها تا علم چال.
۳- اولین صعود سه مسیر در یک روز (مسیر لهستانیهای ۵۲، فرانسویها و هاری‌رُست)، در این صعود مسیر لهستانیها در زمان ۵٫۱۰ ساعت، فرانسویها در زمان ۳ ساعت و هاری‌رُست در زمان ۲ ساعت صعود شده و مجموع فعالیت در یک روز با احتساب هر بازگشت از سیاه سنگ ۱۲ ساعت و ۲۰ دقیقه انجام شد.
۴- صعود یکروزه مسیر فرانسویها بدون استفاده از رکاب و بازگشت به علم چال.
۵- صعود یکروزه مسیر لهستانیهای ۵۲ از رودبارک، در این صعود راهپیمائی تا علم‌چال ۶ ساعت و صعود مسیر لهستانیها ۳٫۵ ساعت به طول انجامید و تا به حال این سریعترین صعود به روی مسیر لهستانیهای ۵۲ در دیواره علم‌کوه می‌باشد.
۶–۴۶ مرتبه صعود مسیرهای مختلف دیواره علم‌کوه با موفقیت.
۷–۳۰۰ مرتبه صعود مسیرهای مختلف دیواره بیستون با موفقیت.
۸- گشایش مسیر جدید به نام «همدانیهای ۶۷» در دیواره علم‌کوه به ارتفاع ۱۸۰ متر طی ۶ ساعت.
۹- گشایش مسیر جدید به نام «همدانیهای ۶۸» در دیواره علم‌کوه به ارتفاع ۱۸۰ متر طی ۶ ساعت.
۱۰- گشایش مسیر جدید به نام «همدانیهای ۶۹» در دیواره علم‌کوه به ارتفاع ۱۵۰ متر طی ۵ ساعت.
۱۱- گشایش مسیر جدید به نام «اجل» در دیواره بیستون به ارتفاع ۸۰۰ متر طی ۳ روز.
۱۲- گشایش مسیر جدید به نام «نجاح ۱» در دیواره بیستون به ارتفاع ۷۵۰ متر طی ۱٫۵ روز.
۱۳- گشایش مسیر جدید به نام «احمد متینی صدر» در دیواره بیستون به ارتفاع ۸۰۰ متر طی ۱ روز.
۱۴- گشایش مسیر جدید به نام «شیرین» در دیواره بیستون به ارتفاع ۷۵۰ متر طی ۲ روز.
۱۵- گشایش مسیر جدید به نام «محمدرضا مهرخو» در دیواره بیستون به ارتفاع ۸۰۰ متر طی ۱ روز.
۱۶- گشایش مسیر جدید به نام «فرهاد» در دیواره بیستون به ارتفاع ۷۵۰ متر طی ۲ روز.
۱۷- گشایش مسیر جدید به نام «نگین» در دیواره بیستون به ارتفاع ۷۵۰ متر طی ۲ روز.
۱۸- گشایش مسیر جدید به نام «گروه کانون کوهنوردی همدان» در دیواره بیستون به ارتفاع ۸۰۰ متر طی ۱ روز.
۱۹- گشایش مسیر جدید به نام «نجاح ۲» در دیواره بیستون به ارتفاع ۸۰۰ متر طی ۱ روز.
۲۰- گشایش مسیر جدید به نام «غارها» در دیواره خان گرمز همدان به ارتفاع ۲۰۰ متر طی ۱ روز.
۲۱- گشایش مسیر جدید به نام «شکاف» در دیواره خان گرمز همدان به ارتفاع ۲۰۰ متر طی ۱ روز.
۲۲- تراورس کامل دیواره خان گرمز همدان طی ۸ ساعت.
۲۳- گشایش مسیر جدید به نام «همدانیها» در دیواره یافته خرم‌آباد به ارتفاع ۱۰۰۰ متر طی ۱ روز.
۲۴-گشایش مسیر جدید در غار کتله خور و کروکی برداری از غار طی ۲۳ برنامه